# انتخابات الرئاسة التشيلية 1896
انتخابات الرئاسة التشيلية 1896 هي الانتخابات الرئاسية التي جرت في 1896، في تشيلي، فاز بالانتخابات فيديريكو إرزوريز إتشاورين ‏.